# 46. српска дивизија НОВЈ
46. српска дивизија НОВЈ формирана је 20. септембра 1944. године у рејону Пирота. При оснивању у њен састав су ушле 25., 26. и 27. српска бригада. Крајем октобра, имала је у свом саставу поред бригада још и пратећу, извиђачку, инжењеријску и чету за везу, болницу, интендатуру, музику и културну екипу, укупно око 5600 бораца. Бројно стање дивизије износило је 12. фебруара 1945. 7314, а 15. маја 1945. 6130 војника.
Од формирања до 3. децембра 1944. била је у саставу Тринаестог корпуса, а затим под командом Главног штаба НОВ и ПО Србије. Од 8. фебруара 1945. па до краја рата налазила се у саставу и под командом Оперативног штаба за Космет.
Почетком октобра 1944, дивизија је била на простору Грделичка клисура, Врање, где је прво са бугарском Другом коњичком дивизијом, а затим са бугарском Првом партизанском дивизијом затварала правац од Врања према Нишу. Њене 25. и 27. бригада су 11. октобра, у борби са 122. ојачаним извиђачким батаљоном немачке Једанаесте дивизије ослободили Врање. Истовремено, остале снаге дивизије и делови бугарске Прве партизанске дивизије напале су Бело Поље и рудник Мачкатицу које су ослободили 12/13. октобра.
Затим је са бугарском Другом коњичком дивизијом дејствовала на правцу Бујановац–Гњилане и обе 8. новембра заузеле Бујановац, а 16. новембра Гњилане. У новембру, дивизија је учествовала у ослобођењу Космета и на њему остала до краја рата ради ликвидирања балиста и других албанско-квислиншких снага, учвршћивања народне власти и обезбеђивања мобилизације са тога подручја.